# Modernismo en la arquitectura de Bilbao
El modernismo en la arquitectura de Bilbao se manifiesta entre 1900 y 1915, principalmente influido por dos estilos, el art nouveau y el secesionismo vienés, más que por otros estilos como el catalán, alemán o italiano.
Entre sus impulsores se encuentra el arquitecto Jean Batiste Darroquy, cuyas obras más relevantes, inspiradas en el art nouveau, son el Teatro Campos Elíseos (1902) y la Casa Montero (1902).
Otros destacados arquitectos que aplican el modernismo en sus obras en Bilbao son Ricardo de Bastida, Mario Camiña, Severino Achúcarro (más conocido por sus proyectos eclécticos), Pedro Guimón, Leonardo Rucabado e Ismael Gorostiza.

## Ejemplos de edificios
- Casa Montero (1901) - estilo art nouveau - Jean Batiste Darroquy
- Teatro Campos Elíseos (1902) - estilo art nouveau - Jean Batiste Darroquy
- Edificio Guridi (1902) - estilo art nouveau - José Bilbao Lopategui
- La Alhóndiga (1905) - estilo catalán - Ricardo de Bastida
- Lavadero-Mercadillo de San Mamés - mezcla de estilo art nouveau y vienés - Ricardo de Bastida (1905)
- Lavadero-Mercadillo de Castaños  - mezcla de estilo art nouveau y vienés - Ricardo de Bastida (1907)
- Plaza Moyúa (edificio de viviendas) (1909 - derribado en 1970) - estilo vienés - Leonardo Rucabado
- c/ Marqués del Puerto, 10 (edificio de viviendas) (1910) - estilo vienés - Mario Camiña
- Sociedad Bilbaína (1910-1913) estilo vienés - Calixto Emiliano Amann
- c/ Elcano, 11-13 (edificio de viviendas) (1912) - estilo vienés - Leonardo Rucabado
- Colegio Público Mújica (1915-1918) - estilo vienés - Ricardo de Bastida
- Iglesia de San Esteban en Echévarri.

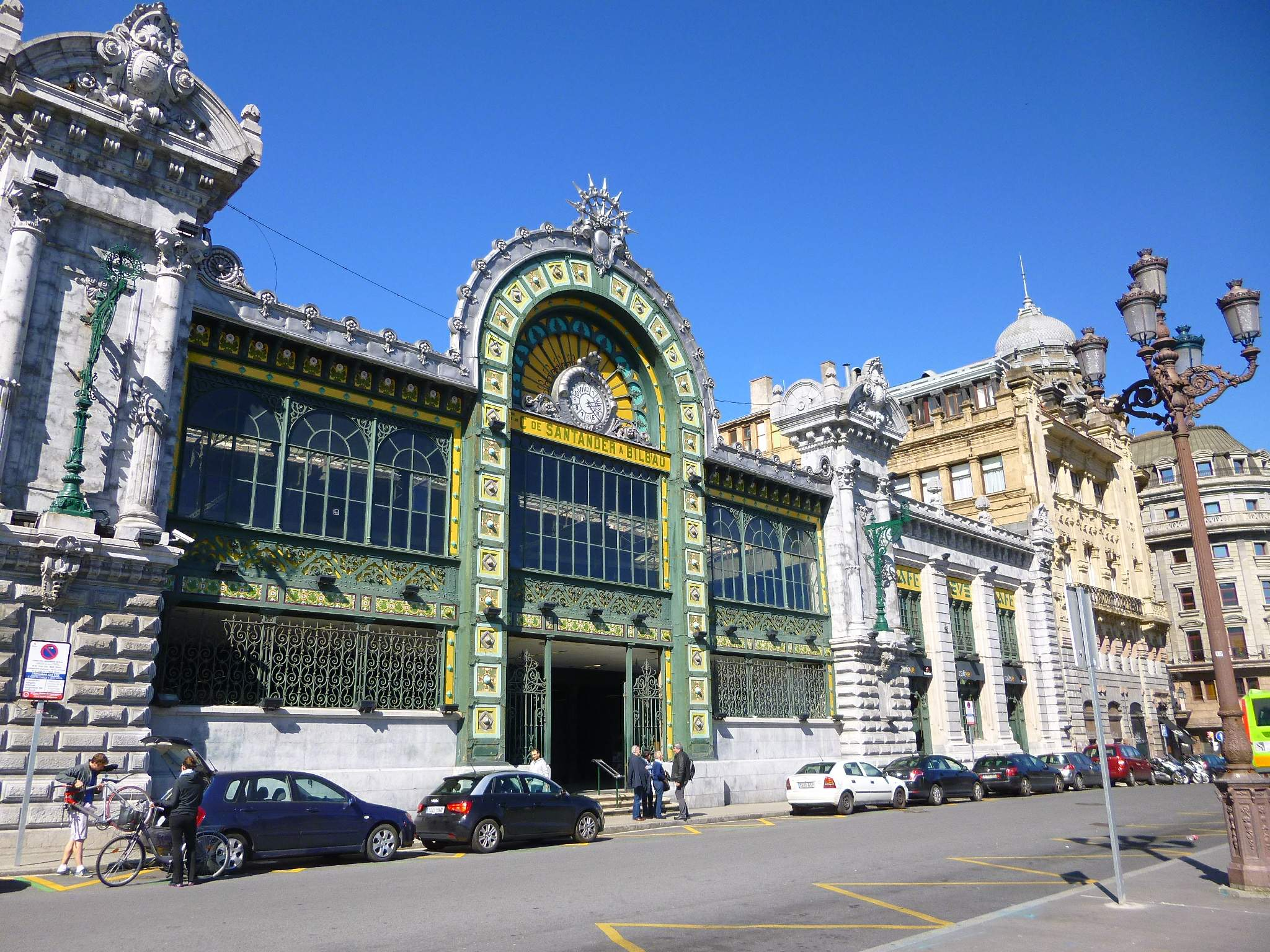
Estación de Bilbao Concordia,  Severino Achúcarro.
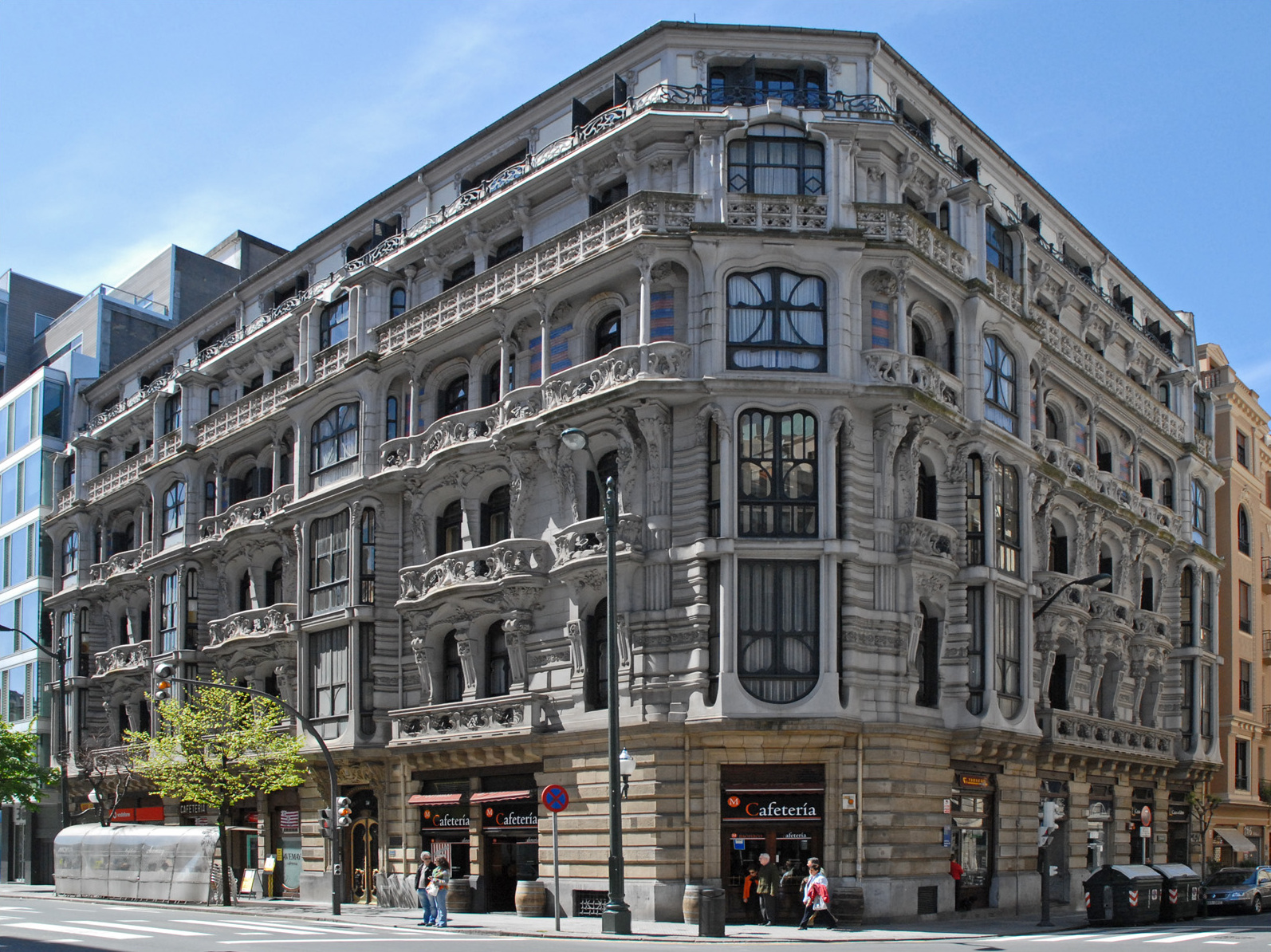
Casa Montero, Jean Batiste Darroquy.
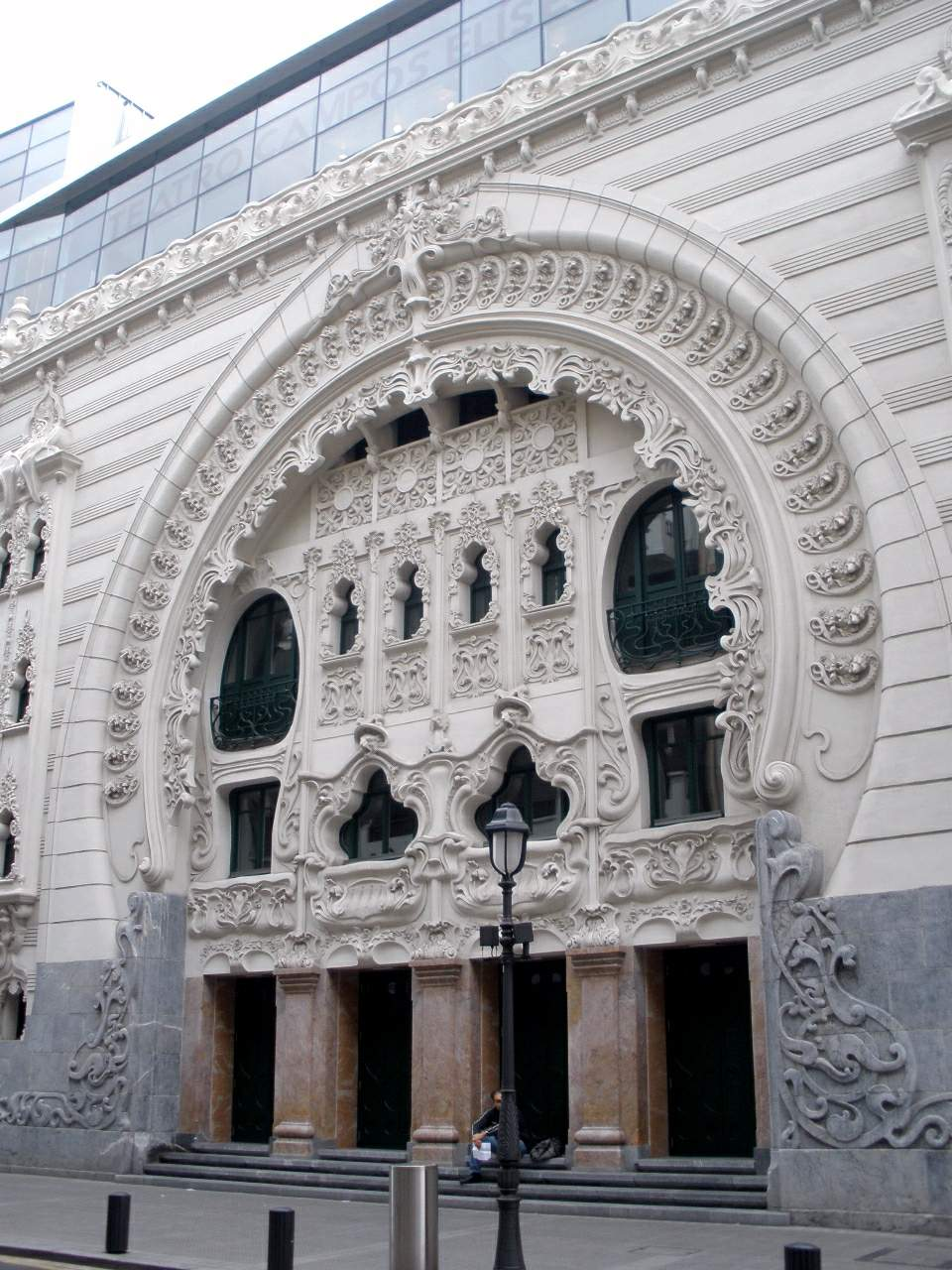
Teatro Campos Elíseos, Jean Batiste Darroquy
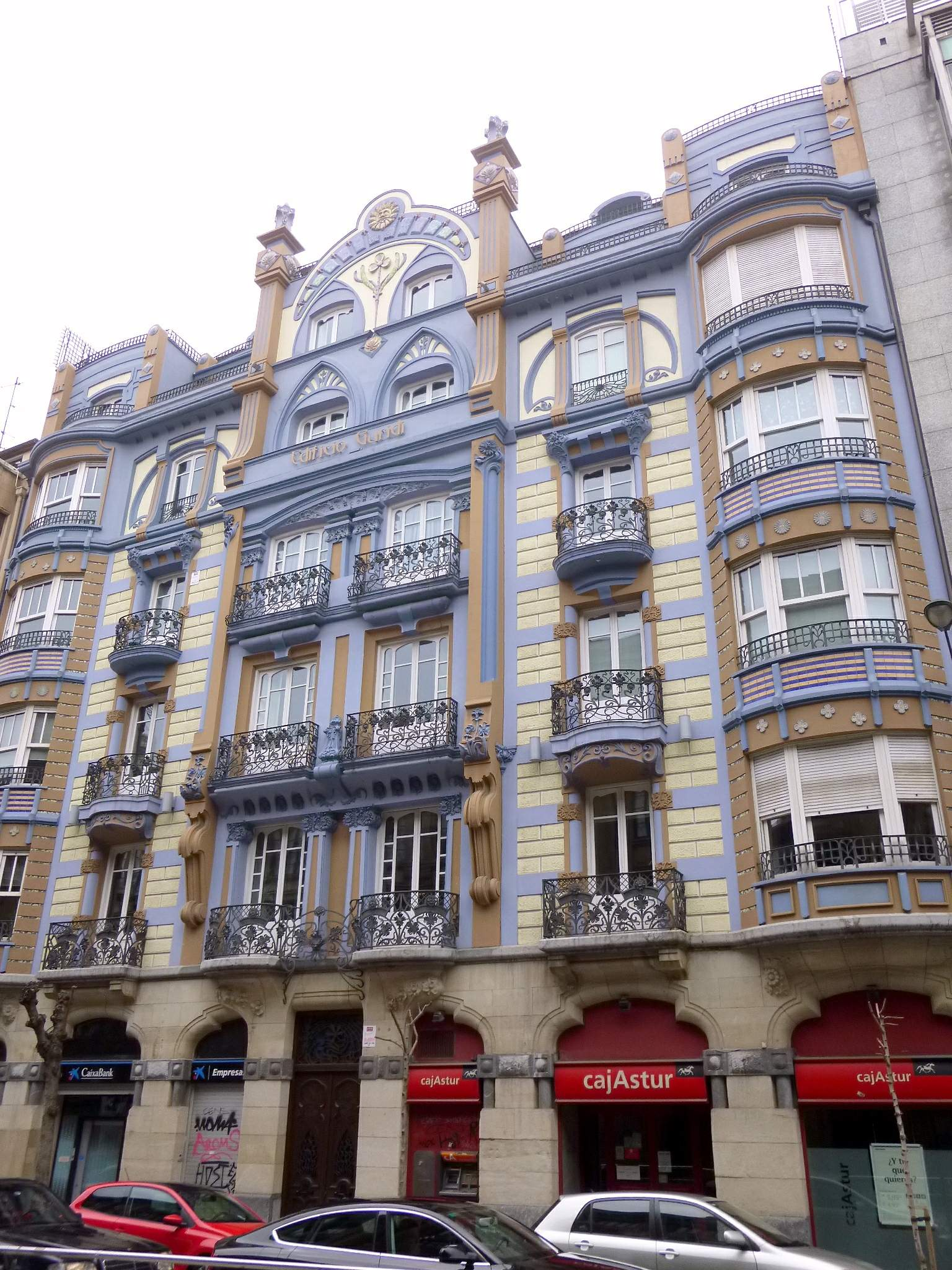
Edificio Guridi, José Bilbao Lopategui
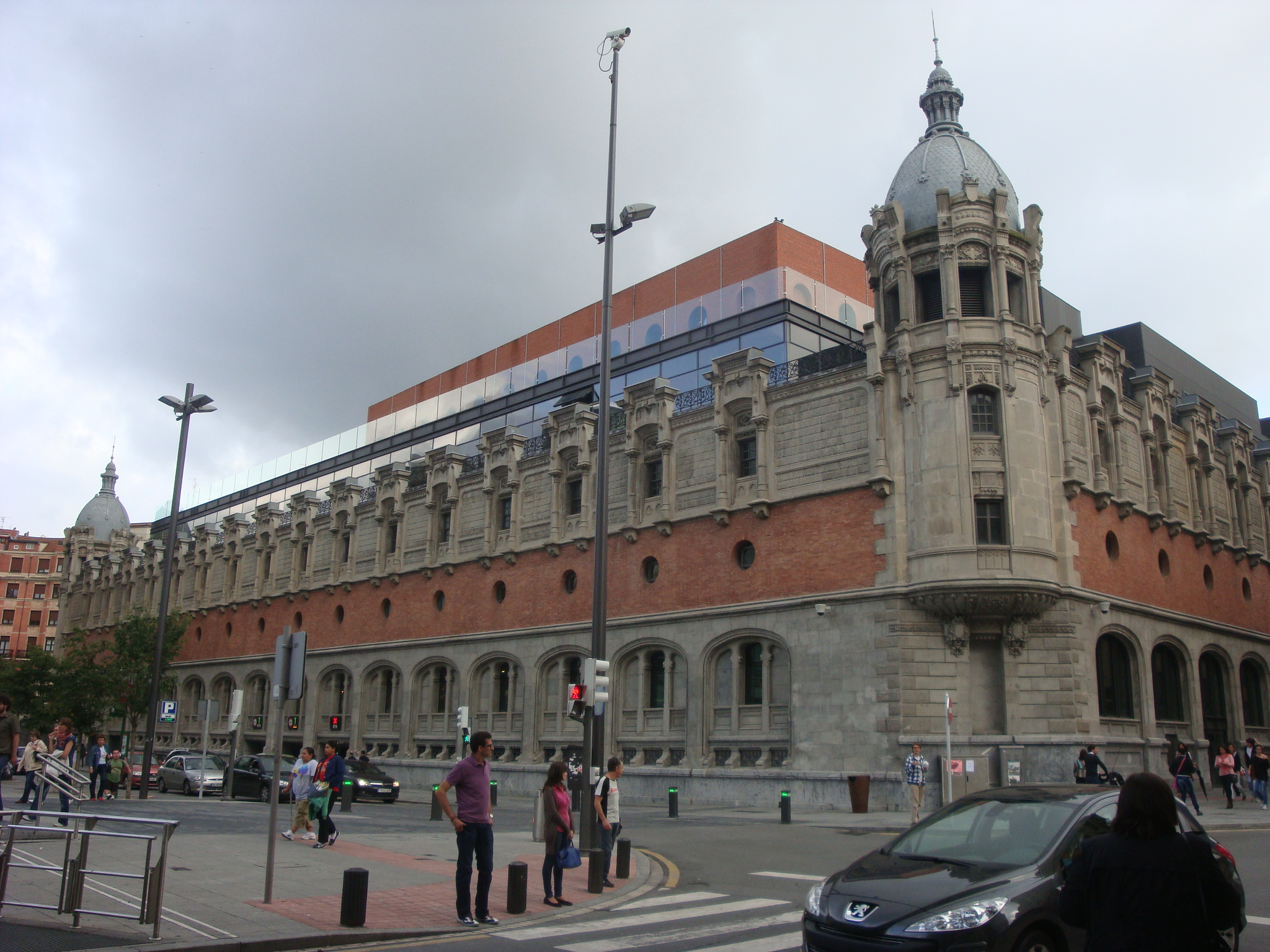
La Alhóndiga, Ricardo de Bastida
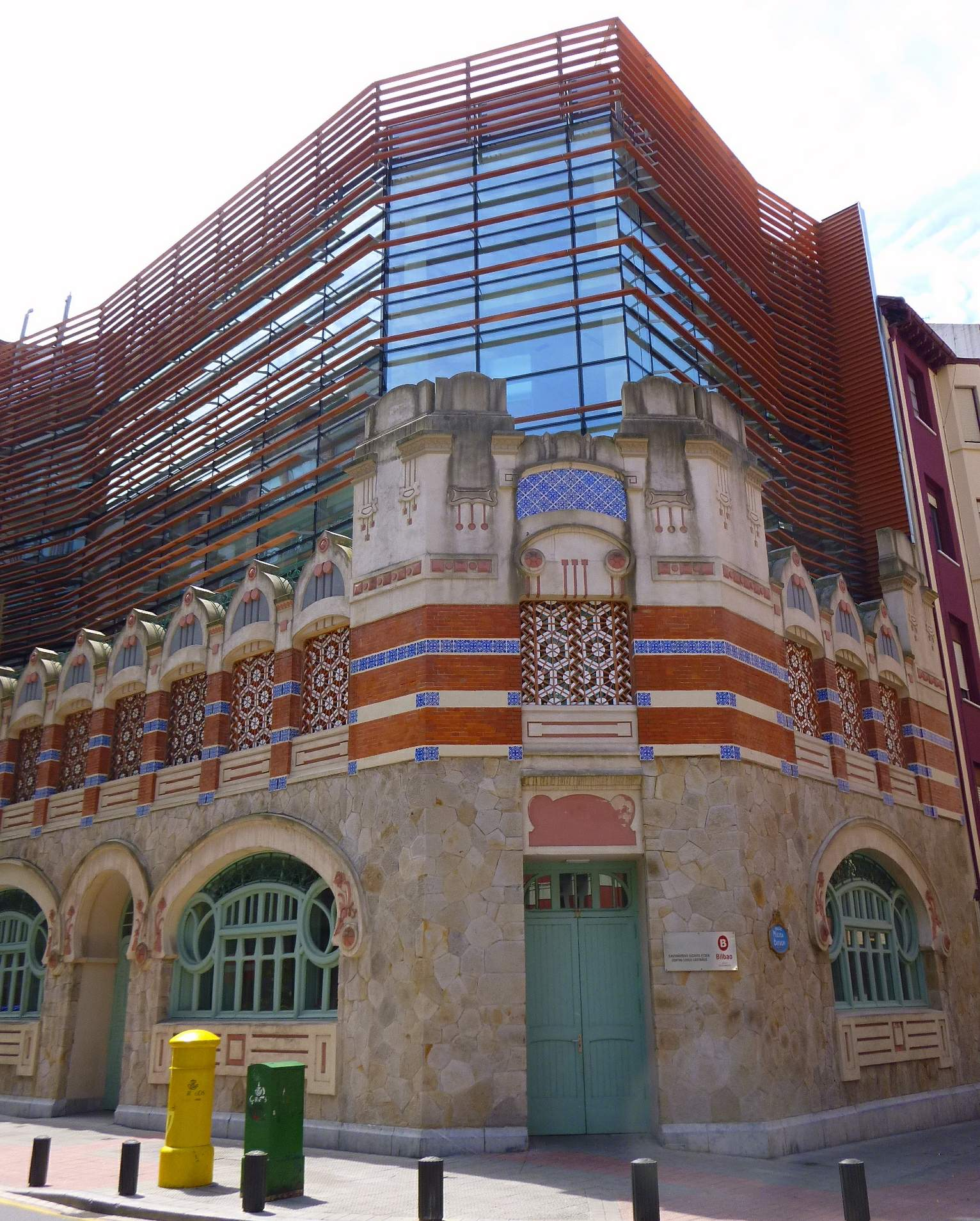
Mercadillo de Castaños, Ricardo de Bastida